# Зеда-Клдеєті
Зеда-Клдеєті (груз. ზედა კლდეეთი) — село в Зестафонському районі Грузії, неподалік від стародавнього міста Шорапані.
У 1942 р. розкопано фамільний некрополь великих воєначальників II ст. н. е. Інвентар складається з місцевих золотих поліхромних прикрас з зерню, гемм, срібного та бронзового (в основному привізного) посуду, скла, кераміки, бронзових фігурок тварин, дзвіночків і ін. магічних предметів, залізної і бронзової зброї та ін. Датується срібними римськими і парфянських монетами І—ІІ ст. та місцевими золотими. Багато спільного із знахідками з некрополів грузинської знаті в Мцхеті), Борі, Згудері та інші, а також з похованням в Лоо (поблизу Сочі). Пам'ятники з Клдеєті характеризують культуру Грузії (Іберії і Колхиди) пізньоантичного періоду і її зв'язки з античним світом.